# Gródek (gmina Grybów)
Gródek – wieś w Polsce położona w województwie małopolskim, w powiecie nowosądeckim, w gminie Grybów.
Wieś królewska, położona w drugiej połowie XVI wieku w powiecie sądeckim województwa krakowskiego, należała do tenuty grybowskiej.
W latach 1954–1961 wieś należała i była siedzibą władz gromady Gródek, po jej zniesieniu w gromadzie Stróże. W latach 1975–1998 miejscowość administracyjnie należała do województwa nowosądeckiego.
W Grodku urodził się Kajetan Boratyński (1907–1980) – polski zoolog, entomolog, profesor Polskiego Uniwersytetu na Obczyźnie w Londynie, kapitan obserwator Polskich Sił Powietrznych. 

## Demografia
Według spisu ludności z 1900r. w Gródku mieszkało 1 101 osób. W 2011 roku liczba ludności we wsi Gródek wynosiła 1 111 z czego 48,9% mieszkańców stanowiło kobiety, a 51,1% ludności to mężczyźni.

## Części wsi
Integralne części wsi Gródek:
przysiółekZagórze
części wsiDół, Dorolówka, Góra, Granice, Kochanówka, Kopernakówka, Koszykówka, Liszkówka, Łazki, Matusikówka, Michałówka, Molówka, Morańdówka, Obrzutówka, Pagórek, Podlesie, Role, Sołtysie, Syskówka, Wolakówka, Wygoniska

## Ochotnicza Straż Pożarna
Ochotnicza Straż Pożarna w Gródku została założona w 1947 roku; jednostka jest poza krajowym systemem ratowniczo-gaśniczym i posiada samochód bojowy Mercedes Benz 1429.